# 1-ケストース
1-ケストース（1-kestose）は、ショ糖のフルクトースにスクロースがβ–1,1–グリコシド結合した、三糖の一つである。別名GF2。オリゴ糖に分類される。甘味料としては明治製菓が2006年に初めて量産化に成功した。結合するフルクトースの数がさらに増えると、GF3（ニストース）、GF4（フラクトフラノシルニストース）となる。酵素によって砂糖にフルクトースを結合して合成される。

## 特徴
砂糖とよく似た砂糖なみの甘さを持つが、カロリーは約半分。さらに有機酸として吸収されるため摂取しても血糖値にはほとんど影響しない。またシロップ状の一般のオリゴ糖と異なりグラニュー糖のような結晶状である。さらに、温水にも冷水にも良く溶け、メイラード反応を起こさないという特徴も持つ。

## 回収事件
2008年3月19日、明治製菓は、砂糖に黒麹菌の酵素（インベルターゼ）を作用させて製造していたが、遺伝子組み換えを行なった黒麹菌を使っていたことを食品衛生法に基づいて申請することを怠っていたため、自主回収をするというプレスリリースを出した。その中で、酵素は最終製品に残留していないから安全であると考えている旨が、記述されている。